# Dan svetega Patrika
Dan svetega Patrika (v originalu irsko Lá Fhéile Pádraig, "the Day of the Festival of Patrick") je kulturni in verski praznik, ki se vsako leto praznuje 17. marca, na dan smrti svetega Patrika, (cca 385–461), glavnega zavetnika Irske.
Dan sv. Patrika je bil kot praznik uradno uvrščen na koledar katoliške cerkve na začetku 17. stoletja. Največji verski pomen ima v irski katoliški cerkvi, praznujejo pa ga tudi anglikanci, pravoslavci in luterani. Datum je bil izbran na dan smrti zavetnika Irske, sv. Patrika in obeležuje prihod krščanstva na Irsko. V zadnjih desetletjih je postal tudi praznik irske kulture in tradicije. Danes slavja običajno potekajo v obliki parad in festivalov, kjer prevladuje zelena barva, ki je simbolno barva Irske in svetega Patrika, kot tudi okraševanje s simboli triperesne detelje.
Dan svetega Patrika je državni praznik in dela prost dan na Irskem, Severnem Irskem, kanadski provinci Nova Fundlandija in Labrador (za provincialne državne uslužbence) ter v britanskem čezmorskem teritoriju Montserrat. Praznik se množično praznuje tudi med irsko diasporo, predvsem v Združenem kraljestvu, Kanadi, ZDA, Braziliji, Argentini, Avstraliji in Novi Zelandiji. Dan sv. Patrika je s tem najbolj razširjen državni praznik na svetu. Za njegovo popularnost je zaslužna predvsem irska diaspora v Severni Ameriki. V zadnjem času pa se kljub temu pojavljajo kritike praznovanja, saj naj bi zaradi pretiranega uživanja alkohola to slavje vzpodbujalo negativne stereotipe o Ircih.